# Aria Wallace
Aria Summer Wallace (Atlanta, Geórgia, 3 de novembro de 1996) é uma atriz e cantora norte-americana.
Wallace conseguiu um papel no The Bernie Mac Show. Posteriormente, ela apareceu em vários shows incluindo Carnivàle, Charmed, That '70s Show, Judging Amy, What Should You Do? e iCarly, onde ficou conhecida por seu papel de Mandy, uma fã obcecada. Aria também estrelou no filme da Nickelodeon de 2007, Roxy Hunter and the Mystery of the Moody Ghost e em todos os outros filmes de Roxy Hunter até à data.
Sua estreia no cinema foi em 2005, com o filme The Perfect Man, estrelando ao lado de Hilary Duff e Heather Locklear.[carece de fontes?] Atualmente Aria está concentrando-se na música e está trabalhando em seu novo álbum.[carece de fontes?]